# Asilaris auricapillus
Asilaris auricapillus là một loài bọ cánh cứng trong họ Cerambycidae.